# 立窝尼亚海岸
立窝尼亚海岸位於拉脱维亚西北部，是立窝尼亚人的历史居住地，历史上曾被波兰、瑞典、俄罗斯等国所有。立窝尼亚语的最后一批使用者都生活在境内，但如今已没有人以立窝尼亚语为母语。
1991年2月4日，拉脱维亚政府在此建立60公里長的文化保护区，将所有12个立窝尼亚村庄包括在内。